# Rasputin (cançó)
«Rasputin» és una cançó disco escrita per Frank Farian i interpretada pel grup disco Boney M. Es va publicar per primer cop primer el 1978 a l'àlbum de Boney M Nightflight to Venus.
La cançó és una balada mig biogràfica de Grigori Rasputin, un santó que va ser conseller de l'últim tsar de Rússia Nicolau II i la seva família a principis del segle xx. La cançó es burla de la fama de Rasputin com a amant de la tsarina Alexandra, com a santó curandero i com a intrigant polític. La música incorpora un fragment de "Uskudara Giderken", una canço tradicional turca.

## La lletra

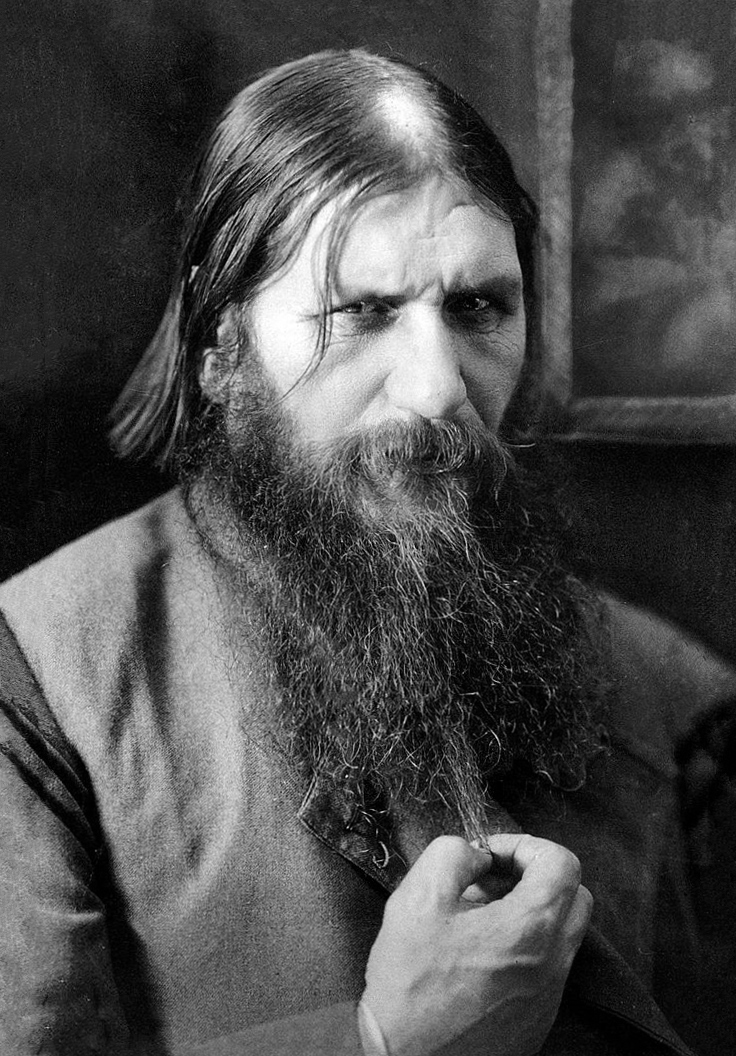
El Rasputin real

La lletra de la cançó parla de Rasputin com a curandero del fill del tsar, Alexei, que era hemofílic, de Rasputin com a suposat amant de la tsarina Alexandra, de Rasputin com a intrigant polític que manipulava el tsar, i en la línia del tòpics del camp rus el consideren un gran bevedor i ballarí de la dansa dels cosacs, el kasatxok. Al final, parla de la llegenda de l'assassinat de Rasputin el 1916, quan suposadament va ser mort a trets després de sobreviure a un enverinament.
La lletra és en anglès (amb alguna paraula en alemany, com ara wunderbar per espectacularment) però la cançó va ser un gran èxit a Alemanya i a Rússia.
Traducció aproximada de la lletra de la cançó:
```
Fa temps que hi havia un manso a Rússia, 
Era alt i cepat, tenia una mirada lluent.
La gent el mirava amb pànic i terror,
Però les nenes de Moscú li trobaven un què.
Podia predicar la Bíblia com un predicador,
Ple d'èxtasi i de foc,
Però també era el mestre
Que les dones desitjaven ...
(tornada:)
RA RA RASPUTIN
Amant de la Reina dels russos;
Quin manso més passat de voltes
RA RA RASPUTIN
La més gran màquina d'amor de Rússia;
Una llàstima tal com va acabar.
Era ell qui manava a la terra russa, i no pas el Tsar,
I mira que ballava el kasatxok espectacularment.
Per a qualsevol afer d'estat calia tenir-lo content,
Però quan tenia una noia per arrambar era encara més potent.
La Reina no el trobava pas un timador,
Encara que n'havia sentit dir de tots colors:
Creia que era un santó 
curandero
 
Que podia guarir el seu hereu.
(tornada:)
RA RA RASPUTIN
Amant de la Reina dels russos;
Quin manso més passat de voltes
RA RA RASPUTIN
La més gran màquina d'amor de Rússia;
Una llàstima tal com va acabar.
(recitat:
"Però quan el seu beure i fam de cuixa i el seu afany 
De poder es van fer notar per a massa gent,
Les veus demanant de fer alguna cosa amb aquell home ofensiu
Van esdevenir més i més fortes...")
"Fotem fora aquest manso!" van dir els seus enemics
Però les senyores imploraven "No ho feu pas, si us plau":
Ja es veu que aquest Rasputin tenia una pila d'atractius amagats,
Encara que era un 
bruto
 elles li queien als braços.
Llavors, una nit, uns quants homes de bona posició
li van parar una trampa, no els ho podem retreure,
"Vine a visitar-nos" li havien demanat,
I ell bé que hi va anar.
(tornada variant:)
RA RA RASPUTIN
Amant de la Reina dels russos;
Li van posar prou verí al vi.
RA RA RASPUTIN
La més gran màquina d'amor de Rússia;
Se'l va beure tot i va dir "Em sento bé".
RA RA RASPUTIN
Amant de la Reina dels russos;
No es van aturar pas, volien el seu cap.
RA RA RASPUTIN
La més gran màquina d'amor de Rússia;
Li van fotre trets fins que va ser ben mort.
(recitat:
"Oh, aquests Russos...")
```